# Siem de Jong
Siem de Jong (n. 28 ianuarie 1989) este un fotbalist neerlandez care evoluează la clubul englez Newcastle United și la echipa națională de fotbal a Țărilor de Jos pe postul de mijlocaș.

## Statistici carieră

### Club
La 3 mai 2014.
| Club             | Sezon         | Campionat      | Campionat | Campionat | Cupă    | Cupă   | Cupa Ligii | Cupa Ligii | Continental | Continental | Altele  | Altele | Total   | Total  |
| Club             | Sezon         | Divizie        | Meciuri   | Goluri    | Meciuri | Goluri | Meciuri    | Goluri     | Meciuri     | Goluri      | Meciuri | Goluri | Meciuri | Goluri |
| ---------------- | ------------- | -------------- | --------- | --------- | ------- | ------ | ---------- | ---------- | ----------- | ----------- | ------- | ------ | ------- | ------ |
| Ajax             | 2007–08       | Eredivisie     | 22        | 2         | 3       | 0      | —          | —          | 0           | 0           | 2       | 0      | 27      | 2      |
| Ajax             | 2008–09       | Eredivisie     | 10        | 1         | 2       | 0      | —          | —          | 4           | 0           | 0       | 0      | 16      | 1      |
| Ajax             | 2009–10       | Eredivisie     | 22        | 10        | 6       | 6      | —          | —          | 7           | 1           | 0       | 0      | 35      | 17     |
| Ajax             | 2010–11       | Eredivisie     | 32        | 12        | 6       | 3      | —          | —          | 13          | 1           | 1       | 0      | 52      | 16     |
| Ajax             | 2011–12       | Eredivisie     | 29        | 13        | 3       | 3      | —          | —          | 6           | 1           | 1       | 0      | 39      | 17     |
| Ajax             | 2012–13       | Eredivisie     | 34        | 12        | 4       | 1      | —          | —          | 8           | 3           | 1       | 0      | 47      | 16     |
| Ajax             | 2013–14       | Eredivisie     | 19        | 7         | 2       | 1      | —          | —          | 6           | 0           | 1       | 1      | 28      | 9      |
| Newcastle United | 2014–15       | Premier League | 0         | 0         | 0       | 0      | 0          | 0          | —           | —           | —       | —      | 0       | 0      |
| Total carieră    | Total carieră | Total carieră  | 168       | 57        | 26      | 14     | 0          | 0          | 44          | 6           | 6       | 1      | 244     | 78     |

### Internațional
La 19 Nov 2013.
| Țările de Jos | Țările de Jos | Țările de Jos |
| An            | Meciuri       | Goluri        |
| ------------- | ------------- | ------------- |
| 2010          | 1             | 0             |
| 2011          | 0             | 0             |
| 2012          | 0             | 0             |
| 2013          | 5             | 2             |
| Total         | 6             | 2             |

### Goluri internaționale
| #  | Data        | Stadion                                       | Oponent   | Scor | Rezultat | Competiția  |
| -- | ----------- | --------------------------------------------- | --------- | ---- | -------- | ----------- |
| 1. | 7 June 2013 | Gelora Bung Karno Stadium, Jakarta, Indonezia | Indonezia | 1–0  | 3–0      | Meci amical |
| 2. | 7 June 2013 | Gelora Bung Karno Stadium, Jakarta, Indonezia | Indonezia | 2–0  | 3–0      | Meci amical |

## Palmares

### Club
Ajax
- Eredivisie: 2010–11, 2011–12, 2012–13, 2013–14
- KNVB Cup: 2009–10
- Johan Cruijff Shield: 2013

### Individual
- AFC Ajax Talent of the Future: 2007
- Dutch Eredivisie Fair Play Award: 2013[3]